# Prix Karl-Renner
Le prix Karl-Renner (Karl-Renner-Preis), est un prix créé à l'occasion du quatre-vingtième anniversaire de la naissance du président fédéral autrichien Karl Renner par la ville de Vienne, en Autriche, et est décerné à des personnes ou à des associations ou collectivités reconnues au niveau national ou international en récompense de leurs mérites pour Vienne et l'Autriche, et cela dans les domaines culturels, sociaux ou économiques.
Doté de 43 600 €, le prix est actuellement attribué tous les trois ans à un maximum de six personnalités méritantes.

## Lauréats

### 1951
- Leopold Kunschak (de)
- Johann Böhm (de)
- Ludwig Brim, répartiteur aux ÖBB, a sauté sur une locomotive sans conducteur et l'a stoppée.
- Amalie (Mela) Hofmann, dirigeante de Zentralkrippenvereins
- Rudolf Keck, a dirigé une méthode plus économique de production du gaz dans les usines à gaz de Simmering.
- Hans Radl, invalide de guerre, en tant que professeur a fondé en 1926 une école pour enfants handicapés physiques et a été nommé par l'UNESCO en 1951 expert international dans le domaine de l'instruction et l'éducation des enfants handicapés physiques.
- Ewald Schild (de)
- Entminungsdienst (de)
- Orchestre philharmonique de Vienne (Wiener Philharmoniker)
- Orchestre symphonique de Vienne (Wiener Symphoniker)

### 1952
- Ewald Balser
- Hilde Wagener
- Edmund Josef Bendl (de), professeur et auteur, a récolté des dons pour le maintien de l'Observatoire Sonnblick grâce à ses conférences, son roman Der Sonnblick ruft et son adaptation cinématographique.
- Martin Gusinde
- Paul Schiel (Un pêcheur sportif qui a sauvé au moins huit personnes de la noyade alors qu'il était handicapé à 100%)
- Stefanie Tesar (Fürsorgerin an der Fürsorgestelle im Landesgericht für Strafsachen und ehrenamtliche Mitarbeiterin in der Lebensmüden- und Trinkerfürsorge der Wiener Polizeidirektion)
- Hans Thirring
- Franz Wallack (de)
- Österreichischer Buchklub der Jugend (de)
- Österreichischer Bergrettungsdienst (de)

### 1953
- Bruno Buchwieser (fils de Bruno Buchwieser (de), s'était consacré à la formation et à l'accompagnement des apprentis
- Hans Kelsen
- Adolf Melhuber, a œuvré toute sa vie au bien-être des aveugles
- Franz Schuster
- Wendelin Wallisch (a empêché une explosion de gaz en se jetant dans la veilleuse)
- Helene Thimig
- Karl Weigl
- Landesleitung Wien des Österreichischen Jugendrotkreuzes (de)
- Theater der Jugend (de)
- Verein Arbeitermittelschule (de)

### 1954
- Herbert Tichy, voyageur et alpiniste
- Franz Salmhofer, compositeur et directeur d'opéra
- Ilse Arlt (de), fondatrice de la première école pour travailleurs sociaux, la Vereinigte Fachkurse für Volkspflege
- Karl Mühl (Spezialist der Taubstummenfürsorge, Lehrer an Schulen für Taubstumme, betreute im Zweiten Weltkrieg Soldaten mit Hörproblemen, baute das Taubstummeninstitut in Wien-Speising wieder auf)
- Gustav Reinsperger (geriet 1945 in amerikanische Kriegsgefangenschaft, wurde an Russland ausgeliefert, leistete zunächst Hilfsdienste und leitete von 1950 bis 1953 in verschiedenen Kriegsgefangenenlagern Lazarette)
- Académie autrichienne des sciences (Österreichische Akademie der Wissenschaften)

### 1955
- Julius Raab
- Adolf Schärf
- Leopold Figl
- Bruno Kreisky

### 1956
- Hans Hirsch, président de l'Association des aveugles de guerre
- Franz Lagler, préposé d'une station de gaz, a empêché une explosion de gaz à Vienne
- Fritz Moravec
- Walther (ou Walter) Peinsipp, diplomate autrichienne en Hongrie qui a organisé des convois d'aide lors de l'insurrection hongroise.
- Travailleurs de Kaprun (tous ceux qui ont participé à la construction de la centrale électrique de Kaprun (de) (Kraftwerk Kaprun))

### 1957
- Oskar Helmer, homme politique socialiste qui a été ministre de l'Intérieur
- Felix Hurdes (de)
- Österreichischer Bundesjugendring (de)
- Wiener Singverein (Wiener Singakademie)
- Singverein der Gesellschaft der Musikfreunde

### 1958
- Andreas Rett
- Friedrich Weinhofer (Schlosser und Schweißer, verhinderte 1951 eine Explosion in der Heizwerkstätte Malfattigasse, ein zweites Mal verhinderte er 1958 eine Explosion. Er erlitt dabei schwere Verbrennungen.)
- Georg Piller et Gottfried Reisinger (Der Chauffeur Piller und der Mechaniker Reisinger halfen, einen unter Mordverdacht stehenden Räuber festzunehmen und wurden von diesem durch Schüsse schwer verletzt.)
- Haus der Barmherzigkeit (de)
- Wiener Berufsschulgemeinde
- Verband Wiener Volksbildung

### 1959
- Igo Etrich, aviateur et concepteur d'avion
- Ferdinand Kadecka, juriste
- Fritz Kreisler (remis aux États-Unis)
- Bruno Walter
- Inventeur du procédé LD
- Frères l'hôpital de la Charité (de)
- Les pilotes du Service Air Rescue (de)

### 1960
Non attribué.

### 1961
- Josef Hanns (fuhr einen brennenden Tankwagen von einem Tanklager weg und verhinderte so eine Explosion)
- Johann Heilmann (verhinderte als Lokführer ein Zugsunglück und wurde dabei schwer verletzt)
- Stefan Jellinek (de)
- Erwin Ringel
- Hans Rotter (Sekretär des Vereins Trinkerheilstätte und auf dem Gebiet der Trinkerfürsorge tätig.)
- Société philharmonique de Vienne (Gesellschaft der Musikfreunde in Wien)

### 1962
Non attribué.

### 1963
- Association des Petits Chanteurs de Vienne (Wiener Sängerknaben)
- Verein Österreichische Krebsgesellschaft (de)
- Notring der wissenschaftlichen Verbände Österreichs
- Österreichische Himalaya-Gesellschaft

### 1964
Non attribué.

### 1965
- Université de Vienne
- Université technique de Vienne (Technische Hochschule Wien)

### 1966
- Musikalische Jugend Österreichs (de)
- Chorvereinigung „Jung-Wien“ (de)
- Chorale de la Confédération autrichienne des syndicats (Österreichischer Gewerkschaftsbund) sous la conduite d'Erwin Weiss (de)
- Aktion Jugend am Werk (de)

### 1967
- Académie de musique et des arts du spectacle de Vienne (Akademie für Musik und darstellende Kunst in Wien)
- Wiener Konzerthaus gesellschaft
- Verband österreichischer Volksbüchereien
- Hugo Portisch (de) ?
- Gerhard Weis (de) ?

### 1969
- Université de médecine vétérinaire de Vienne (Tierärztliche Hochschule Wien (de))
- Université des arts appliqués de Vienne (Akademie für angewandte Kunst (de))
- Hans Hoff (de)
- Leopold Zemann

### 1970
- Wiener Staatsoper

### 1972
- Universität für Bodenkultur Wien (de)
- École espagnole d'équitation (Spanische Hofreitschule)
- Confédération autrichienne des syndicats (Österreichischer Gewerkschaftsbund)
- Jugendhilfswerk

### 1974
- Sigrid Löffler (de) ?

### 1975
- Felix Unger (de), Johann Navratil (de) et Kurt Polzer
- Wolfgang Enenkel

### 1978
- Karl Popper

### 1984
- Dieter Zehentmayr (de) ?

### 1986
- Cardinal Franz König
- Österreichische Arbeitsgemeinschaft Zöliakie (maladie cœliaque)

### 1988
- Gerhard Kletter (de)

### 1989
- Autonome österreichische Frauenhäuser

### 1991
- Erwin Kräutler
- Informationsstelle gegen Gewalt des Vereins Autonome Österreichische Frauenhäuser (de)

### 1996
- Arthur Schneier

### 1998
- Georg Sporschill (de)
- Jüdisches Institut für Erwachsenenbildung (de)
- Verein Künstler helfen Künstler

### 2001
- Ute Bock
- Willi Resetarits
- One World Foundation
- Orpheus Trust
- Verein für Zivilcourage und Anti-Rassismus-Arbeit (de) ZARA

### ?
- Ronald Barazon (de)
- Fritz Csoklich (de)
- Egon Blaschka
- Václav Havel

### 2004
- Ursula Seeber
- FIBEL (Fraueninitiative Bikulturelle Ehen und Lebensgemeinschaften)
- PEREGRINA (Bildungs-, Beratungs- und Therapiezentrum für Immigrantinnen)

### 2007
- Reporters sans frontières
- Verein Unabhängiger Iranischer Frauen in Österreich (GIF)
- Wiener Tafel (de) (Banque alimentaire)

### 2010
- Hemayat (de)
- Steine der Erinnerung (de)
- Theodor Kramer Gesellschaft (de)

### 2013
- Andreas Maislinger
- Comité autrichien de Mauthausen (Mauthausen Komitee Österreich)
- Irene Suchy (de)

### 2016
- Association GEDENKDIENST (association pour le travail éducatif historico-politique et le dialogue international)
- Association Respekt.net (association pour la promotion du respect, de la tolérance, de l'ouverture et du progrès solidaire dans la société
- Train of Hope (aide aux réfugiés)

### 2019
- Augustin, un journal de rue viennois
- Schwarze Frauen Community (communauté des femmes noires)
- #Klappe Auf, une action lancée par des cinéastes autrichiens